# David Bowie

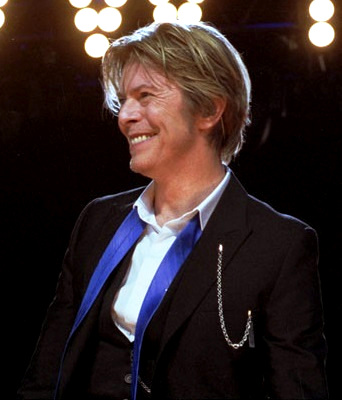
David Bowie (2002)

David Bowie (* 8. Januar 1947 als David Robert Jones in London; † 10. Januar 2016 in New York City) war ein britischer Musiker, Sänger, Produzent und Schauspieler. In seiner annähernd 50 Jahre dauernden Karriere war er mit 26 Studioalben und rund 140 Millionen verkauften Tonträgern einer der kommerziell erfolgreichsten und einflussreichsten Musiker der Rock- und Popmusik.

## Biografie

### Kindheit und Jugend
David Jones wurde 1947 als Sohn von Haywood Stenton „John“ Jones (1912–1969) und Margaret Mary „Peggy“ Burns (1913–2001) im Londoner Stadtteil Brixton geboren und wuchs in einfachen, aber gesicherten Verhältnissen auf. Sein Vater war Marketingleiter für das Kinderhilfswerk Barnardo’s, seine Mutter arbeitete als Kellnerin. Das Familienklima war von Schweigsamkeit geprägt, was David Bowie 1993 in einem Interview folgendermaßen charakterisierte: „Meine Kindheit war nicht glücklich. Nicht, dass es brutal zugegangen wäre, aber ich hatte eine ganz bestimmte Art britischer Eltern: Sie waren ziemlich unterkühlt, und man nahm sich nicht oft in den Arm.“ David galt als schüchternes, höfliches Kind.
Anfang der 1950er Jahre begann der soziale Aufstieg der Familie. Im Winter 1953 zog sie in den Londoner Mittelklasse-Vorort Bromley, und David wurde zum Vorzeigeobjekt für das Statusstreben der Eltern, die sehr viel Wert auf ordentliche Kleidung und ein gepflegtes Äußeres legten. Eine besonders enge Bindung entwickelte David zu seinem Halbbruder Terry, der als Sohn der Mutter ebenfalls im Haus lebte. Dieser liebte seinen kleinen Bruder, und David bewunderte den älteren, emotionalen und rebellischen Terry. Sie wurden von den Eltern sehr unterschiedlich behandelt; während sie David verwöhnten, begegneten sie Terry meist mit kühler Korrektheit, ignorierten ihn zum Teil aber auch.

### Erste musikalische Schritte
Im Alter von neun Jahren kam David Bowie über seinen Vater, der ihm die ersten Singles schenkte, mit Rock ’n’ Roll in Berührung. Über die erste Platte, Little Richards Tutti Frutti, sagte er später: „Ich hatte Gott gehört.“ Neben seinen Eltern förderte auch sein Bruder Terry das in David erweckte Musikinteresse, indem er ihn mit US-Beat-Poeten und Jazz bekanntmachte und den damals 13-Jährigen beispielsweise zu Konzerten im Londoner Unterhaltungsviertel Soho mitnahm. 1962 sang Bowie im Alter von 15 Jahren unter dem Künstlernamen Dave Jay in der Gruppe The Kon-Rads, in der er auch Saxophon spielte. Die Band nahm im August 1963 einen von Bowie mitkomponierten Song mit dem Titel I Never Dreamed auf. 2018 wurde die einzige bekannte Aufnahme dieser Session in einem alten Brotkorb gefunden. Das für Decca aufgenommene Demo-Tape wurde von David Hadfield wiederentdeckt, dem ehemaligen Schlagzeuger der Band. Als der Erfolg ausblieb, verließ Bowie die Gruppe. Die Aufnahme wurde 2018 im Auktionshaus Omega im Nordwesten Englands für knapp 40.000 Pfund versteigert.
1964 nahm er mit der Band Davie Jones and the King Bees seine erste Single Liza Jane auf, die ebenfalls floppte. In den 1960er Jahren sammelte er Erfahrungen als Sänger und Musiker in weiteren Bands wie den Manish Boys und den Lower Third, die alle nicht bekannt wurden. 1967 arbeitete er mit dem britischen Pantomimen Lindsay Kemp zusammen, dessen Einfluss sich in den folgenden Jahren in Bowies Bühnenshows zeigte. Durch diese Erfahrungen begann der schüchterne junge Bowie allmählich, sehr vielseitige künstlerische Ausdrucksweisen zu entwickeln. Als aufstrebender Rockstar befürchtete er jedoch, dass sein Name dem von Davy Jones, einem Mitglied der bekannten Band The Monkees zu ähnlich sei. Er entschied sich dann kurzfristig für den Namen Tom Jones, bis der gleichnamige Sänger einige Wochen später mit seinem Titel It’s Not Unusual bekannt wurde. Schließlich gab er sich in Anlehnung an Jim Bowie den Künstlernamen David Bowie.
Sein 1967 erschienenes Debütalbum David Bowie enthielt einige Songs, die von Musicals inspiriert waren, daneben Folksongs und Balladen, unter anderem den Titel Please Mr. Gravedigger. Das Album war zugleich im Gegensatz zu späteren Alben deutlich von den Beatles beeinflusst. Der ausbleibende Erfolg veranlasste ihn dazu, sein Konzept zu ändern. Starthilfe bekam er von seinem späteren Produzenten Tony Visconti, den er Ende 1967 kennenlernte und der auch für seinen Freund Marc Bolan arbeitete. Anfang 1969 wurde ein halbstündiger Promotion-Film mit dem Titel Love You Till Tuesday gedreht. Dabei wurden einige Lieder des ersten Albums und einige neue Kompositionen in Szene gesetzt. Eine davon war die zuletzt ins Set aufgenommene Weltraumballade Space Oddity. Bowie, der dazu von dem Stanley-Kubrick-Film 2001: Odyssee im Weltraum inspiriert worden war, beschrieb darin den Raketenstart des fiktiven Astronauten Major Tom und dessen Gefühlslage allein im Weltall sowie die Kommunikation mit der Bodenstation, die am Ende des Stücks plötzlich abbricht. Zehn Jahre später löste Bowie im Song Ashes to Ashes den Weltraumausflug als Drogentrip eines Junkies auf.
Im November 1969 erschien das zweite Album, in den Vereinigten Staaten unter dem Titel Man of Words, Man of Music, in Großbritannien wie bereits das erste Album erneut unter dem Titel David Bowie. 1972 wurde es von RCA Records mit neuem Cover unter dem Titel Space Oddity wiederveröffentlicht. Das Album enthält eine Neuaufnahme des Titelstücks, die auch als Single erschien und Bowies erster kommerzieller Erfolg wurde. Bowie wurde für diese Komposition 1969 mit dem Ivor Novello Award geehrt, sie zählt zu seinen bekanntesten Werken. Die Single erreichte in Großbritannien Platz sechs der Verkaufscharts und hielt sich vier Wochen in den Top Ten, bei einer erneuten Veröffentlichung erreichte der Titel 1975 Platz eins. Das von Gus Dudgeon produzierte Lied stach mit seinem Novelty-Song-Charakter aus dem Gesamtalbum heraus. Das restliche Album war eine Mischung aus Folk-Musik, Bowies Stimme und seiner zwölfsaitigen Gitarre und wurde kein kommerzieller Erfolg.
Anfang 1970 nahm Bowie zusammen mit Marc Bolan zwei neue Songs auf: The Prettiest Star, der auch als Single erschien, und London Bye Ta Ta. Im Mai erschien eine Neuaufnahme von Memory of a Free Festival als Single. Obwohl diese ebenfalls erfolglos blieb, ist sie historisch interessant, da auf einer Studioaufnahme zum ersten Mal der Gitarrist Mick Ronson zu hören ist; bis 1973 blieb er Bowies musikalischer Begleiter. Bowie, Ronson, Visconti am Bass und John Cambridge am Schlagzeug traten ab Anfang 1970 kurzzeitig unter dem Bandnamen The Hype auf. Mit dieser Band versuchte sich Bowie an einem neuen Bühnenkonzept, indem alle vier in Kostümen auftraten und Stilmittel des Theaters nutzten. So verkleidete sich Bowie als „Rainbow Man“, Visconti als „Hype Man“, Ronson als „Gangsterman“ und Cambridge als „Pirate Man“.
1971 erschien eine weitere erfolglose Single (Holy Holy) und Bowies drittes Album mit dem Titel The Man Who Sold the World, das wiederum von Visconti produziert wurde. Stilistisch lehnte es sich an Hard Rock an, und instrumental dominierte Ronsons Gitarrenspiel. In den Texten bezog sich Bowie auf Science-Fiction, Buddhismus und Mystik. Auf dem Cover zeigte er sich in einem Kleid, wodurch er sich bewusst ein androgynes Image gab, das seine Auftritte in den frühen 1970er Jahren prägte. 1972 wurde das Album von RCA mit einem neuen und weniger kontroversen Cover wiederveröffentlicht. Auch diesem Album war wenig Erfolg beschieden.

### Durchbruch

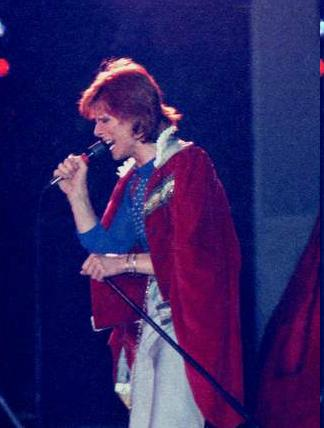
David Bowie bei der Diamond-Dogs-Tour 1974

1971 folgte das Album Hunky Dory. Als Keyboarder ist darauf Rick Wakeman zu hören, der später mit der Band Yes bekannt wurde. Zudem spielten darauf mit Mick Ronson (Gitarre), Mick (Woody) Woodmansey (Schlagzeug) und Trevor Bolder (Bass) alle Mitglieder der späteren Begleitband seines Alter Egos Ziggy Stardust, The Spiders from Mars. Es war Bowies erstes Album für die Plattenfirma RCA Records, an die ihn sein neuer Manager Tony DeFries vermittelt hatte.
Unter anderem enthält es mit Changes, dessen „cha-cha-cha-cha“ inspiriert ist von dem „cha-cha-cha-chance“ im Beatles-Song Birthday, einen der bekanntesten Bowie-Songs. Nach der ebenfalls auf dem Album enthaltenen Ballade Life on Mars? wurde 2006 eine Fernsehserie benannt.
Bowies Beschäftigung mit der damaligen Musik- und Kunstszene der USA zeigte sich auf diesem Album in Reverenzen an Bob Dylan, The Velvet Underground und Andy Warhol. Bowie sagte, er habe für dieses Album zum ersten Mal breite künstlerische Anerkennung erfahren, ehe er mit den nächsten Alben zu einer der Ikonen des Glam Rock wurde.
1972 gelang ihm der kommerzielle Durchbruch. Mit dem Album The Rise and Fall of Ziggy Stardust and the Spiders from Mars und der anschließenden, bis 1973 dauernden Welttournee wurde er endgültig bekannt. Die Bühnenkostüme für Bowie und die Band erstellten die Designer Freddie Burretti und Kansai Yamamoto. Die Tournee wurde nur einmal kurz unterbrochen, als er am 10. Juni 1972 spontan ein Flugzeug von England nach New York bestieg, um sich ein Konzert von Elvis Presley im Madison Square Garden anzuhören und danach sofort nach England zurückzufliegen und seine Tournee fortzuführen.
Ein Grund dafür war die „Erfindung“ seines aufsehenerregenden Alter Egos Ziggy Stardust, dessen Aufstieg und Fall in einer dem Untergang geweihten Welt erzählt wird. Ein weiterer war seine theatralische Bühnenshow mit ihren provozierend homoerotischen Zügen. Dieses damals skandalöse Spiel mit der Homosexualität befeuerte er zusätzlich, indem er sich in einem Interview als schwul ausgab. Er war zu diesem Zeitpunkt seit zwei Jahren mit Angela Barnett verheiratet und hatte mit ihr den 1971 geborenen Sohn Duncan Jones bekommen, den er später alleine erzog.
Ende 1972 hatte Bowie mit The Jean Genie einen Top-Ten-Hit in seinem Heimatland. Bei den Arbeiten zu seinem Album Aladdin Sane war erstmals der Pianist Mike Garson dabei, der sein langjähriger Begleiter wurde. Für das Album trafen in England über 100.000 Vorbestellungen ein, eine Zahl, die bis dahin nur die Beatles erreicht hatten. Am 3. Juli 1973 ließ Bowie Ziggy Stardust beim letzten Konzert seiner Welttournee im Londoner Hammersmith Odeon „sterben“ (My Death – Jacques Brel), bevor er zum letzten Mal mit seiner Band Rock ’n’ Roll Suicide intonierte.

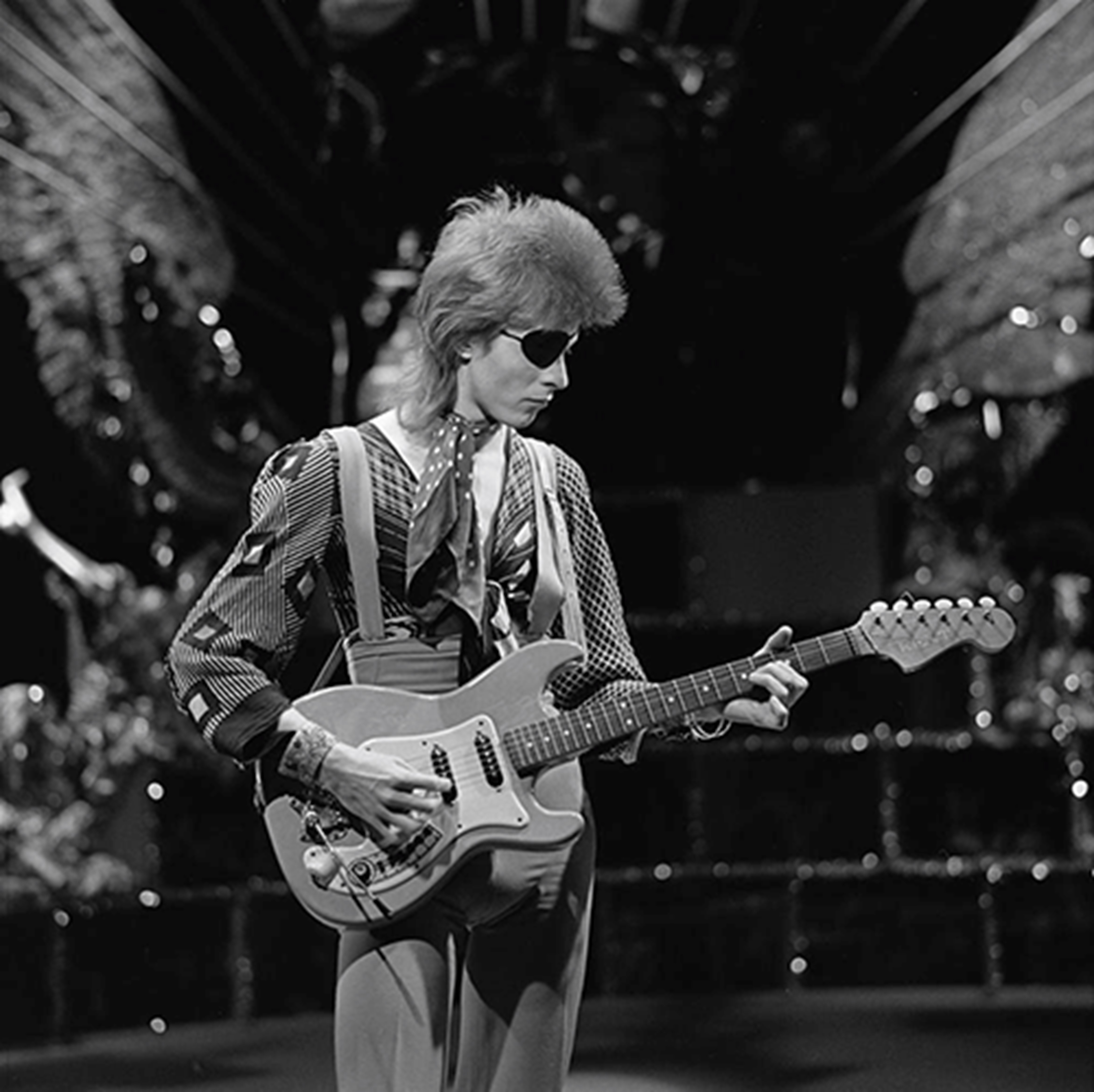
David Bowie (Video Rebel-Rebel, 1974)

In dieser Zeit wirkte Bowie auch als Produzent und Förderer anderer Musiker. Er produzierte zusammen mit Ronson unter anderem Lou Reeds 1972 erschienenes zweites Soloalbum Transformer mit dem Hit Walk on the Wild Side, schrieb für die Band Mott the Hoople den erfolgreichen Song All the Young Dudes (1972) und produzierte deren gleichnamiges Album. Beim Stooges-Album Raw Power (1973) war er für die Abmischung verantwortlich. 1973 nahm Bowie zudem das Album Pin Ups auf, das Coverversionen aus den 1960ern enthält. Das Konzeptalbum Diamond Dogs (1974), das in weiten Teilen auf George Orwells Dystopie 1984 basiert, nahm Bowie ohne seine bisherige Begleitband The Spiders from Mars und seinen langjährigen Wegbegleiter, den Lead-Gitarristen Mick Ronson, auf. Bowie zerstritt sich während der US-Tournee mit seinem Manager DeFries und blieb auf einem Schuldenberg sitzen.
Beeinflusst durch seinen Umzug nach New York City entstand in den Sigma Sound Studios 1975 das Album Young Americans, ein musikalischer Neuanfang, in dem sich Bowie mit der Musik befasste, die ihn als junger Mann geprägt hatte, nämlich Rhythm and Blues und Soul; er selbst nannte seine Musik ironisch Plastic Soul. Bowie trat zu dieser Zeit im Maßanzug auf – ein weiterer Imagewechsel des Künstlers. Auf dem Album enthalten ist sein erster Nummer-eins-Hit in den Vereinigten Staaten, Fame. Dieser Song, den Bowie zusammen mit John Lennon in einer Session in den Electric Lady Studios in New York aufnahm, war ursprünglich nicht zur Veröffentlichung vorgesehen.
Im Anschluss an die Albumproduktion übernahm Bowie die Hauptrolle in dem Science-Fiction-Film Der Mann, der vom Himmel fiel von Nicolas Roeg. Danach produzierte er in Los Angeles das Album Station to Station, das Anfang 1976 erschien. Nach der Isolar-Tour 1976 zog der Musiker zurück nach Europa. Er ging zunächst in die Schweiz und, nachdem er in Frankreich mit Brian Eno und Tony Visconti Aufnahmen für das Album Low eingespielt hatte, nach West-Berlin.

### Die Berliner Zeit 1976–1978

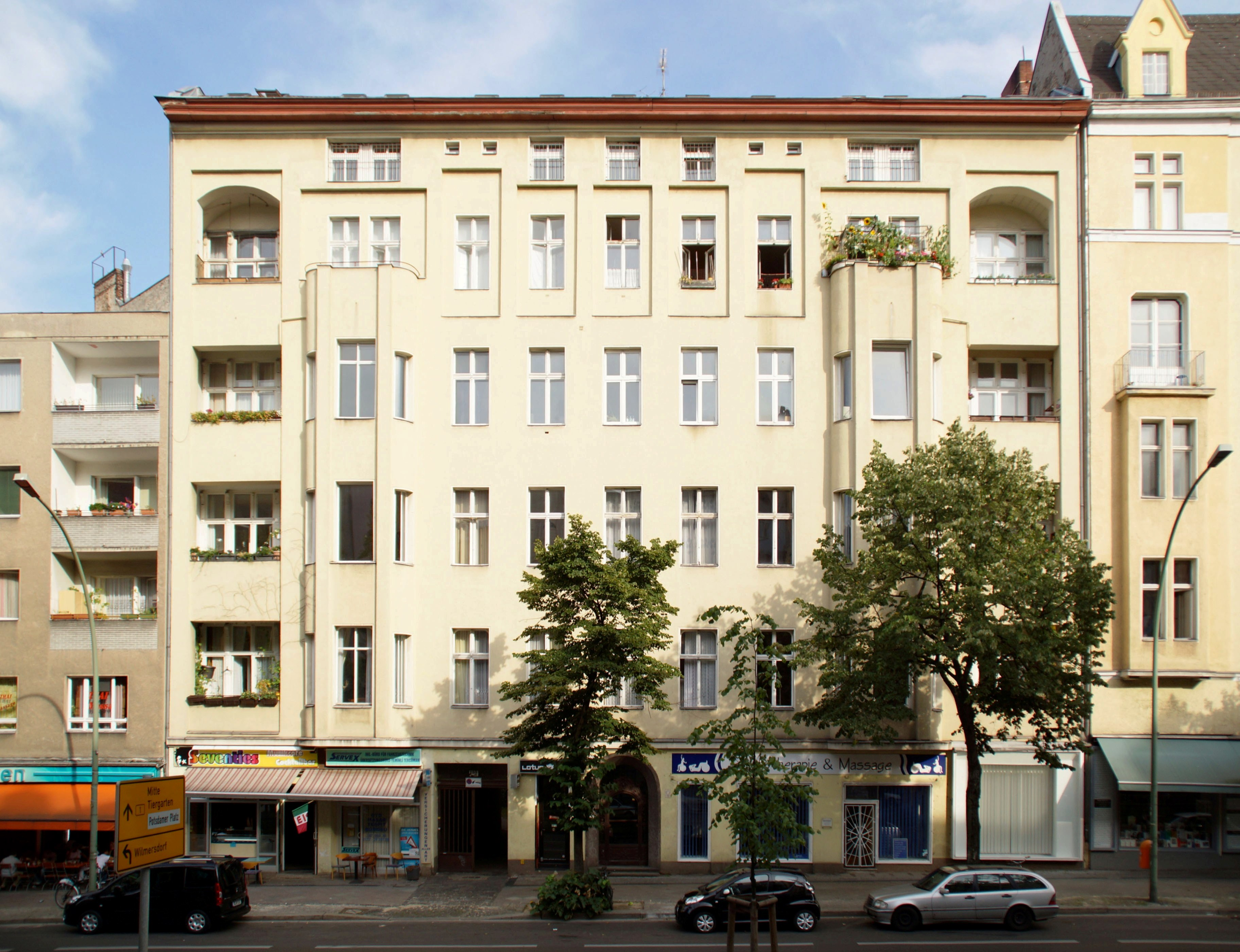
Berlin-Schöneberg, Hauptstraße 155, wo Bowie von 1976 bis 1978 wohnte

Bowie wohnte die erste Zeit bei Edgar Froese von Tangerine Dream im Bayerischen Viertel, wo er einen kalten Entzug von harten Drogen machte. Bowie bezeichnete Froeses Album Epsilon in Malaysian Pale als „ein unglaublich schönes, verzauberndes, treffendes Werk… Das war der Soundtrack zu meinem Leben, als ich in Berlin wohnte.“ Von 1976 bis 1978 bewohnte er eine Sieben-Zimmer-Altbauwohnung in der Hauptstraße 155 in Schöneberg. In späteren Interviews, so in einer Reportage bei Arte, bezeichnete er West-Berlin als die damalige „Welthauptstadt des Heroins“.
In den Hansa Studios stellte er das Album Low fertig, den ersten Teil der sogenannten Berlin-Trilogie. Bowie war von deutschen Bands wie Tangerine Dream, Kraftwerk, Cluster, Can oder Neu!, aber auch von Steve Reich beeinflusst. Eigentlich betrachtete er die Alben, bei denen es nicht um Verkaufszahlen gehen sollte, als Experiment. Doch die ausgekoppelte Single Sound and Vision wurde ein großer Hit; sie stieg in Deutschland bis auf Platz 6 und erreichte in Großbritannien Platz 3. Während die erste Seite der LP Low eher aus Songfragmenten besteht, überrascht die zweite Seite damit, dass sie fast ausschließlich Instrumentalstücke enthält wie auch der Nachfolger Heroes, der wenige Monate später ebenfalls in Berlin aufgenommen wurde.
Heroes enthält mit dem gleichnamigen Titelstück eines der bekanntesten Lieder Bowies, das mehrsprachig in Französisch/Englisch und Deutsch/Englisch aufgenommen wurde. Der Text handelt von zwei Liebenden, die sich an der Berliner Mauer küssen, während Grenzsoldaten auf sie schießen. Bowie verarbeitete in diesem Song neben eigenen Beobachtungen in Berlin aber auch Eindrücke des Expressionismus der 1920er-Jahre, etwa das Gemälde von Otto Mueller Liebespaar zwischen Gartenmauern von 1916.
Mit Iggy Pop, der mit Bowie nach Berlin gekommen war und im selben Haus eine Nachbarwohnung bezogen hatte, nahm Bowie die Alben The Idiot und Lust for Life auf, deren Musik großteils von ihm geschrieben wurde. Zudem ging er mit ihm als Keyboarder auf Tournee. In seinen Berliner Jahren spielte er auch die Hauptrolle in Schöner Gigolo, armer Gigolo, Marlene Dietrichs letztem Film. 1978 ging Bowie wieder auf Tournee und nahm unter anderem das Kindermärchen Peter und der Wolf mit dem Philadelphia Orchestra auf.

### Schweiz 1978–1992
Im selben Jahr wurde das Live-Album Stage veröffentlicht, und Bowie zog in die Schweiz. Dort fand er zunächst in dem kleinen Ort Blonay bei Montreux für vier Jahre ein neues Domizil – im Haus Clos de Mesanges, einem ansehnlichen Anwesen im Chaletstil.
1979 nahmen Bowie und Brian Eno im Mountain Studio in Montreux ihr drittes sogenanntes „Berliner Album“ Lodger auf. Es wurde in New York gemixt und lieferte mit den Singles Boys Keep Swinging und DJ kleinere Charterfolge, vor allem in Großbritannien.
1980 ließ er sich von seiner Ehefrau Angela Bowie scheiden, blieb aber mit seinem Sohn Duncan, für den er das alleinige Sorgerecht erhielt, in der Schweiz. Im selben Jahr gab er als Schauspieler sein Broadway-Debüt in dem Stück The Elephant Man, für das er gelobt wurde. 1980 hatte er mit dem Album Scary Monsters (And Super Creeps), dem bis 2002 letzten von Tony Visconti produzierten Album, und dessen Singleauskopplung Ashes to Ashes Erfolg. 1981 war er in dem Film Christiane F. – Wir Kinder vom Bahnhof Zoo bei einem Konzert zu sehen. Der Soundtrack besteht ausschließlich aus Bowie-Songs, darunter auch Heroes.
1982 verkaufte er das Haus in Blonay und zog mit seinem Sohn in das Château du Signal in Epalinges bei Lausanne. Dort lebte er die folgenden zehn Jahre hauptsächlich, bis zu seiner Heirat mit Iman Abdulmajid und der Übersiedlung nach New York.

### Erfolge in den Charts der 1980er Jahre

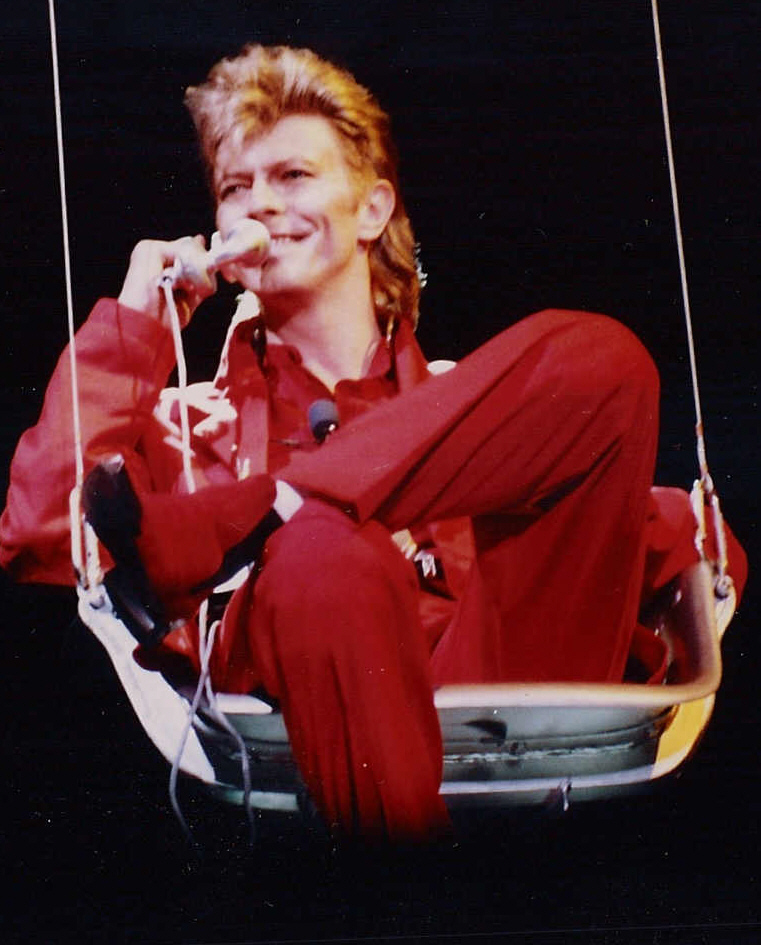
David Bowie, 1987

Mit der Band Queen nahm er im selben Jahr den Titel Under Pressure auf. Das in einer sechsstündigen Session entstandene Lied erreichte im November des Jahres Platz 1 in Großbritannien. 1982 spielte Bowie neben Catherine Deneuve und Susan Sarandon in dem Film Begierde von Tony Scott mit, und es erschien das zweite Best-of-Album ChangesTwoBowie.
1983 veröffentlichte er mit Let’s Dance sein erstes Album für sein neues Label EMI, produziert von Nile Rodgers. Es war gemeinsam mit der nachfolgenden Serious-Moonlight-Tour mit Abstand Bowies größter kommerzieller Erfolg. Die Single Let’s Dance schaffte es in den Vereinigten Staaten auf Platz eins. Auch weitere Songs des Albums wie China Girl konnten sich vorne in den Charts platzieren. Die Tour führte Bowie von Mai bis Dezember 1983 einmal um die ganze Welt. Er stand jetzt nicht mehr nur für außergewöhnliche Musik mit experimentellen Eigenheiten, sondern auch für publikumsfreundliche Popmusik.
Nach Let’s Dance folgte jedoch auf das Abebben des ersten Massenerfolgs eine innere Schaffenskrise. Die folgenden Alben Tonight (1984) und Never Let Me Down (1987) wurden von den Kritikern verrissen. Trotz späterer abfälliger Bemerkungen Bowies über seine Schaffensperiode zwischen 1984 und 1987 fallen in diese Zeit relativ erfolgreiche Titel wie This Is Not America (mit Pat Metheny), das Duett Dancing in the Street mit Mick Jagger, die Single Absolute Beginners aus dem Soundtrack zum gleichnamigen Film, Blue Jean, ein als Single aus dem Album Tonight hervorgegangener Song (das Musikvideo dazu war Teil des zwanzigminütigen Kurzfilms Jazzin’ for Blue Jean, der 1985 mit dem Grammy ausgezeichnet wurde und für den Bowie noch einmal als Screaming Lord Byron (vgl. Screaming Lord Sutch und Lord Byron) ein leicht selbstpersiflierendes Alter Ego annahm), die Filmmusik zu Labyrinth, in dem er eine Hauptrolle spielte, und der epische Titelsong zu When the Wind Blows.

### Neufindung und Umzug nach New York

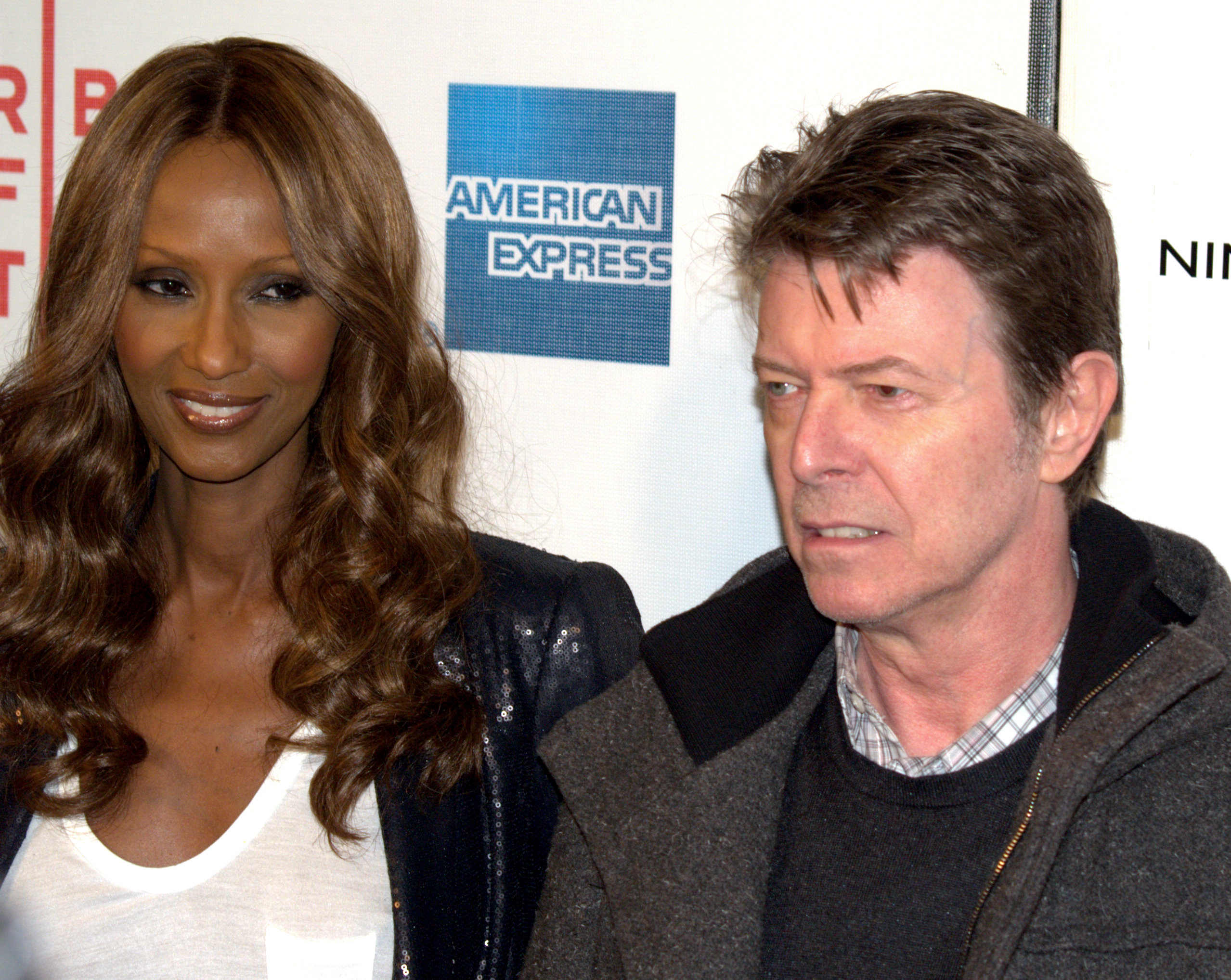
Iman und David Bowie, 2009

Nach dem kommerziellen und künstlerischen Misserfolg des Albums Never Let Me Down von 1987 tauchte Bowie zwei Jahre später mit dem Tin-Machine-Projekt wieder auf. „Tin Machine“ war die Band um Reeves Gabrels und die Brüder Hunt und Tony Sales, mit denen Bowie 1977 die Iggy-Pop-Platte Lust for Life als Produzent und Co-Autor eingespielt hatte. Bowie bestand darauf, nur „ein Bandmitglied unter vielen“ zu sein, und lehnte jegliche Sonderrolle ab. 1991 folgte Tin Machine II und die mäßig erfolgreiche Single You Belong in Rock ’n’ Roll.
Am 24. April 1992 heiratete Bowie in Lausanne Iman Abdulmajid, Model und Schauspielerin aus Somalia. Mit ihr bezog er im selben Jahr eine 175 m² große Wohnung im Essex House am New Yorker Central Park, 160 Central Park South. In diese Zeit fällt sein Album zur Verfilmung von Hanif Kureishis The Buddha of Suburbia, das irreführenderweise als Soundtrack bezeichnet und vertrieben wurde. Das Tin-Machine-Projekt fand 1993 mit dem Soloalbum Black Tie White Noise – wiederum von Nile Rodgers produziert – ein Ende. Künstlerisch insgesamt wenig innovativ, und kommerziell aufgrund von Vertriebsproblemen vor allem in den USA gescheitert, markierte es Bowies Meinung nach die Überwindung seiner Schaffenskrise der 1980er Jahre.
Das im September 1995 erschienene, erneut mit Brian Eno produzierte, sehr vielschichtige und experimentierfreudige Album 1. Outside markierte – trotz einiger ungewöhnlicher Texte – Bowies Rückkehr zum Mainstream-Pop. Bei der anschließenden, mit 100 Konzerten weltumspannenden Outside-Tour standen Bowie mit Placebo in Europa und Nine Inch Nails in den Vereinigten Staaten bekannte Bands im Vorprogramm zur Verfügung. Mit Earthling folgte 1997 eine Arbeit, die Bowies Schaffensdrang erneut bestätigte und starke Einflüsse des Drum and Bass aufweist. Künstlerisch wie kommerziell wenig Aufmerksamkeit erregte das Nachfolgealbum Hours … (1999), in dem sich Bowie wieder einfacheren Songstrukturen zuwandte. Im August 2000 kam Bowies Tochter zur Welt.
Das Jahr 2002 brachte mit Heathen die Fortsetzung der Zusammenarbeit mit Tony Visconti. Künstlerisch wie kommerziell (vor allem auch in Deutschland) fügte sich das Album für einen Teil der Fans an klassische Bowie-Werke und wurde zum Teil auch von Kritikern und Fans als Comeback angesehen. 2003 erschien, wiederum von Visconti produziert, das Album Reality mit den Singleauskopplungen New Killer Star und Never Get Old. Im Vorfeld seiner Veröffentlichung, am 8. September 2003, schrieb Bowie Musik- und Technologie-Geschichte: An diesem Tag wurde sein neues Studioalbum in Kinos auf der ganzen Welt live und interaktiv präsentiert. Eine eigens für diesen Anlass produzierte Live-Show wurde per Satellit in alle teilnehmenden europäischen Kinos gleichzeitig übertragen und – bedingt durch den Zeitunterschied – einen Tag später in Asien, Japan und Australien sowie Nordamerika, Kanada und Südamerika. Die Show wurde im digitalen Breitbildformat gefilmt, der Ton im DTS-5.1-Surround-Sound aufgezeichnet und den Kinos komplett digital übermittelt. Damit stellte das Verfahren den bis dahin umfassendsten und innovativsten Einsatz von Digitaltechnik in Kinos dar.
Mit A Reality Tour ab Oktober 2003 ging Bowie auf eine der längsten Welttourneen seiner Karriere. Kurz vor ihrem Ende musste er die Tournee jedoch am 25. Juni 2004 auf dem Hurricane-Festival bei Scheeßel wegen eines Herzinfarkts – nach seinem letzten Song Ziggy Stardust – abbrechen. Im damaligen Hamburger Allgemeinen Krankenhaus St. Georg wurde Bowie ein Stent gesetzt. Nach seiner Genesung trat er neben Gastauftritten bei Konzerten von „Arcade Fire“ und David Gilmour zuletzt im Mai 2007 als Kurator des Highline-Musikfestivals in New York in Erscheinung.
Peter Gabriel coverte auf dem 2010 erschienenen Studioalbum mit dem Namen Scratch My Back das Lied Heroes in einer orchestralen Fassung. Bowie lehnte es jedoch ab, an dem später im Jahr 2013 erschienenen Kompilations-Album des Folgeprojektes And I’ll Scratch Yours teilzunehmen. Stattdessen steuerte sein Co-Autor Brian Eno einen Beitrag bei und coverte Gabriels Lied Mother of Violence.
Am 8. Januar 2013 – seinem 66. Geburtstag – veröffentlichte er erstmals nach zehn Jahren eine neue Single mit dem Titel Where Are We Now sowie ein Video von Tony Oursler, eine Hommage an seine Zeit in Berlin von 1976 bis 1979. Anschließend wurde am 8. März 2013 das Album The Next Day veröffentlicht. Es wurde zu einem seiner erfolgreichsten Alben, erreichte als erstes Bowie-Album in Deutschland Platz 1 der Charts und führte in 40 Ländern gleichzeitig die Hitparaden an. Als Cover wurde eine Abwandlung des Heroes-Covers verwendet; eine weiße Quadratfläche im Zentrum mit dem Titel des aktuellen Werks verdeckt das Gesicht des Sängers.
Am 18. November 2015 wurde Bowies Musical Lazarus mit Michael C. Hall in der Hauptrolle zum ersten Mal aufgeführt; offizielle Premiere in Anwesenheit Bowies war am 7. Dezember 2015 in New York. Das Musical ist eine Adaption des Films Der Mann, der vom Himmel fiel von 1976, in dem Bowie mitspielte. Der Titelsong erschien als Single.
Für die ab Oktober 2015 von verschiedenen europäischen Pay-TV-Sendern gezeigte Serie The Last Panthers steuerte Bowie den Titelsong Blackstar bei. Blackstar erschien am 20. November als Single und war titelgebend für Bowies 26. Soloalbum, das am 8. Januar 2016, seinem 69. Geburtstag, erschien. Blackstar erreichte als erstes Bowie-Album den Spitzenplatz der amerikanischen Billboard 200 und wurde, nach The Next Day, Bowies zweites Nummer-1-Album in Deutschland. Am 21. Oktober 2016 erschien der Sampler Lazarus Cast Album mit von den Musical-Darstellern eingesungenen Bowie-Songs des Musicals Lazarus. Das Album enthält zusätzlich die drei bisher unveröffentlichten Bowie-Studioaufnahmen No Plan, Killing a Little Time und When I Met You. Diese Stücke gelten als Bowies letzte, kurz vor seinem Tod eingesungene Aufnahmen. Eingespielt mit den Blackstar-Musikern wurden die Songs erneut von Bowies langjährigem Weggefährten Visconti produziert.

### Tod
Zusammen mit seiner Frau Iman und der gemeinsamen Tochter lebte Bowie seit 1999 relativ zurückgezogen in zwei Penthouse-Wohnungen in der Lafayette Street im New Yorker Stadtteil  SoHo. Am 10. Januar 2016, zwei Tage nach seinem 69. Geburtstag und der Veröffentlichung des Albums Blackstar, starb er dort an den Folgen von Leberkrebs. Der Öffentlichkeit hatte er die Erkrankung nicht mitgeteilt, die 18 Monate vor seinem Tod diagnostiziert worden war. In seinem 2004 verfassten Testament hatte Bowie verfügt, dass sein Leichnam verbrannt werden solle. Seinem Letzten Willen gemäß einem buddhistischen Ritual folgend, wurde seine Asche auf der indonesischen Insel Bali verstreut.

### FilmbiografieStardust
2020 wurde die Filmbiografie Stardust von Gabriel Range über Bowies PR-Tournee 1971 veröffentlicht. Die Hauptrolle spielt Johnny Flynn, der Bowies Songs selbst singt.

## Stil
David Bowie ließ sich von vielfältigen Einflüssen westlicher, aber auch außerwestlicher Kultur inspirieren, sowohl in Bezug auf Image als auch Musik. Zu Beginn seiner Karriere orientierte er sich vor allem an der damals modernen Beatmusik, aber auch an der britischen Tradition des Novelty-Songs. Zudem interessierte er sich für die US-amerikanische Avantgarde-Band „The Velvet Underground“ und die Proto-Punk-Band „The Stooges“ aus Detroit.
Durch Lindsay Kemp wurde er mit einer bestimmten Schule der Pantomime bekannt, die unter anderem auch Bezüge zum japanischen Kabuki-Theater hatte. Elemente aus diesem benutzte er in den 1970er Jahren immer wieder für seine Bühnenshow. Ebenfalls fasziniert war er von der Ästhetik der Transvestiten und der homosexuellen Avantgarde, besonders in der New Yorker Subkultur. Zunächst orientierte er sich an der Ästhetik von Figuren aus dem Umfeld von Andy Warhol, nach denen er seine Figur „Ziggy Stardust“ formte.
Mit seinem Umzug in die Vereinigten Staaten 1973 begann er sich verstärkt für Soul-Musik zu interessieren, besonders für die Stilrichtung, die aus Philadelphia kam und als Phillysound bezeichnet wird. Dieser Einfluss wurde zuerst auf dem Album Diamond Dogs hörbar und prägte das Album Young Americans (1975). Spätestens seit 1974 entwickelte er auch ein starkes Interesse an deutscher elektronischer Musik von „Kraftwerk“ und „Neu!“ sowie der Musik von Steve Reich. Das spiegelte sich zunächst auf dem Album Station to Station wider und kam in der so genannten Berlin-Trilogie voll zur Geltung, die im Zusammenwirken mit Brian Eno wegweisend für die weitere Entwicklung der elektronischen Musik wurde. In den 1980er Jahren orientierte er sich vor allem an zeitgenössischer Popmusik, in den 1990er Jahren nahm er u. a. Einflüsse des Drum and Bass auf.
Seine Wandelbarkeit brachte Bowie den Spitznamen „Chamäleon des Pop“ ein. Dies konterte er mit der Aussage, dass ein Chamäleon sich der Umgebung anpasse, während er überwiegend das Gegenteil getan habe. Häufig wurde ihm vorgeworfen, er plagiiere. Wohlmeinende Kritiker halten ihm jedoch zugute, dass er die verschiedenen Einflüsse zu einem eigenen Ganzen zusammenfüge und zudem noch dazu beitrage, weniger bekannte, subkulturelle Kunst- und Kulturformen einem breiteren Publikum bekanntzumachen. Zudem berufen sich zahlreiche jüngere Künstler auf ihn und seinen Einfluss auf ihre Musik und ihr Image.

## Wirkung

### Musik
David Bowie wird als einer der einflussreichsten Künstler seiner Zeit – und bis Anfang der 1980er Jahre auch Vorreiter – im Bereich zeitgenössischer populärer Musik angesehen. Das ist auf seine über Jahrzehnte währende Schaffenskraft mit großer musikalischer Bandbreite zurückzuführen: Rock mit Ziggy Stardust und Diamond Dogs, Jazz-Stilelemente mit Aladdin Sane, Soul mit Young Americans und Black Tie White Noise, elektronisch konzertant mit Low – wie Heroes sinfonisch vertont durch Philip Glass – und 1. Outside.

### Image
Die stärkste kulturelle Wirkung erzielte Bowie mit seiner Kunstfigur „Ziggy Stardust“. Deren Image beeinflusste Punk-, Independent- und New-Romantic-Musiker von Steve Strange bis Morrissey. In Frankreich versuchte Alain Kan in den 1970er-Jahren, sich mit französischen Texten im Stil von „Ziggy Stardust“ zu etablieren. Madonna sagt, dass ein von ihr im Alter von 14 Jahren besuchtes Ziggy-Stardust-Konzert ihr Leben verändert habe. Die Kunstfigur David Bowie verwandelte sich kontinuierlich. Allein diese Kreativität war in dieser immer gegensätzlichen Form der thematischen Selbstdarstellung bis zuletzt in der Musikszene absolut innovativ.

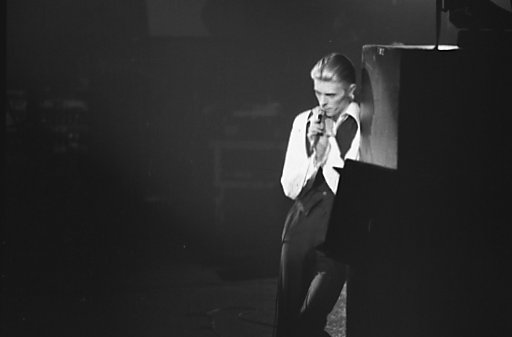
Bowie 1976 als Thin White Duke

Im Zusammenhang mit dem Album Station to Station verwandelte sich Bowie 1976 in eine weitere Kunstfigur namens Thin White Duke, eine Bezeichnung, die sich auf die Zeile The return of the Thin White Duke im Titelsong bezieht. Seine Garderobe bestand nun aus einem weißen Hemd mit schwarzer Hose und Weste, die Haare waren streng zurückgekämmt, seine Ausstrahlung erschien distanziert und unterkühlt. Nicht nur aufgrund seines selbstgewählten Titels Duke geriet er in Verdacht, dass er faschistischer Gesinnung sei. Bei einem Live-Auftritt wurde dann eine verfängliche Geste beobachtet und in Interviews gab er Sätze von sich, die in diese Richtung interpretiert werden konnten. Das hatte die Abkehr einiger Fans zur Folge. Später distanzierte sich Bowie von dieser Phase; die zweideutigen Äußerungen seien wohl seinem erheblichen Kokainkonsum geschuldet gewesen. Auch eine Untersuchung der damaligen Ereignisse kam zu dem Ergebnis, dass Bowie kein Faschist gewesen sei.
Sein Spiel mit sexueller Identität und Geschlechterrollen in den 1970er Jahren, das er am Image der bizarren Entourage Andy Warhols ab den späten 1960er und frühen 70er Jahren entwickelt hatte, war zunächst eine treibende Kraft in der Entwicklung des Glam Rock; es wurde auch von nachfolgenden Künstlern aufgenommen. Bowie war so dabei behilflich, sexuelle Mehrdeutigkeit auch im Mainstream salonfähig zu machen. Brian Slade, Hauptfigur des Films Velvet Goldmine (1998) über die Glam-Rock-Ära, ist eine Anspielung auf David Bowie und ihm nachempfunden; im Film wird jedoch nicht explizit auf ihn verwiesen.
Fast zeitgleich zu seinem musikalischen Comeback mit The Next Day fand 2013 die Ausstellung David Bowie Is im Londoner Victoria and Albert Museum statt. Das Museum zeigte in der internationalen Ausstellung erstmals private Stücke aus dem David-Bowie-Archiv. Die Ausstellung umfasste rund 300 Exponate, darunter handschriftliche Texte, Fotografien, Filme und Musikvideos, Set-Designs, Musikinstrumente, persönliche Sammlungsstücke, 60 Bühnenkostüme, selbstgeschriebene Songtexte, Zeichnungen und persönliche Tagebucheinträge. Eine Vernissage im März 2013 eröffnete die mit insgesamt 312.000 Besuchern in fünf Monaten bis dahin erfolgreichste Ausstellung des Museums. Sie war bis März 2016 auf Tournee und besuchte dabei Städte wie Chicago, Paris und Berlin.

## Rezeption
Im 2009 erschienenen Roman Limit des deutschen Autors Frank Schätzing spielt Bowie im Jahr 2025 die Rolle des besten Freundes der Hauptperson. Das Buch spielt über weite Strecken auf dem Mond.
In dem Song With David Bowie der weiblichen Alternative-Rockband Veruca Salt hört die Ich-Erzählerin die Musik von David Bowie auf einem Walkman und schwelgt dabei in Tagträumen. Der Song befindet sich auf dem Album Eight Arms To Hold You von 1997.
In dem 2021 veröffentlichten deutschsprachigen Roman Oliver Rotdorn von Patrik Berend steht das Leben eines David-Bowie-Fans im Mittelpunkt. Neben zahlreichen anderen Bezügen zum Künstler enthält der Roman eine ausführliche Beschreibung des Konzerts der Sound and Vision-Tour im April 1990 in Stuttgart.

## Bowie als Schauspieler
Seit Mitte der 1970er Jahre arbeitete Bowie auch regelmäßig als Schauspieler in Spielfilmen und Fernsehserien. Er erntete damit allgemein Anerkennung, jedoch nicht in dem Ausmaß wie mit seinem musikalischen Schaffen. Auch er selbst sah sich vorrangig als Musiker, wie er in Interviews bekundete. Seine ersten Erfahrungen als Schauspieler sammelte er Ende der 1960er Jahre in dem experimentellen Kurzfilm The Image und als Pantomime-Darsteller in kleinen Promo-Streifen für seinen damaligen Mentor Lindsay Kemp.
1975 castete ihn Nicolas Roeg für die Hauptrolle in dem Spielfilm Der Mann, der vom Himmel fiel, obwohl Bowie keine nennenswerte Schauspielerfahrung hatte. Dieser Film gilt bis heute als seine beste Schauspielleistung. Bowie bemerkte jedoch später selbstkritisch, dass er eigentlich nur sich selbst gespielt habe. Er war zu dieser Zeit schwer kokainsüchtig. Weniger erfolgreich war 1979 seine Darstellung des Paul in Schöner Gigolo, armer Gigolo. Der Film und auch sein Spiel wurden sowohl von der Kritik verrissen als auch von Bowie selbst später abgetan.
1981 hatte er einen Kurzauftritt in Christiane F. – Wir Kinder vom Bahnhof Zoo. Er ist dort in einem von ihm gegebenen Konzert in Berlin zu sehen. Diese Szenen wurden extra für den Film nachgedreht und mit Archivaufnahmen gemischt. Ein Achtungserfolg gelang ihm 1983 in dem Film Furyo – Merry Christmas, Mr. Lawrence, in dem er an der Seite von Ryūichi Sakamoto unter der Regie des von ihm geschätzten Nagisa Ōshima die Hauptrolle des Major Celliers übernahm. Im selben Jahr erschien der Film Begierde, in dem er an der Seite von Catherine Deneuve spielte, und Dotterbart, in dem er einen britischen Fähnrich spielte.
1985 hatte Bowie eine kleinere Rolle in dem Film Kopfüber in die Nacht, einem Thriller von John Landis. 1986 wurde er einem jüngeren Publikum als Koboldkönig Jareth in Jim Hensons Film Die Reise ins Labyrinth bekannt, der weit hinter dem erwarteten kommerziellen Erfolg zurückblieb. Einen Kurzauftritt hatte er in Martin Scorseses Film Die letzte Versuchung Christi von 1988 neben Willem Dafoe und Harvey Keitel als Pontius Pilatus.
Relativ unbekannt geblieben ist seine Hauptrolle in dem Film Houdini & Company – Der Geist des Magiers (The Linguini Incident) von 1991 an der Seite von Rosanna Arquette. In Twin Peaks – Der Film, dem Prequel zur Kultserie Twin Peaks von David Lynch, spielte Bowie 1992 in einer kurzen Sequenz den „längst verloren geglaubten“ FBI-Agenten Phillip Jeffries. Beachtung fand Bowies Auftritt in dem Film Basquiat von 1996 in einer Nebenrolle als Andy Warhol.
2001 hatte er einen Kurzauftritt als Moderator im Film Zoolander. 2006 war er in einer Nebenrolle als Nikola Tesla in dem Film Prestige – Die Meister der Magie zu sehen. 2007 lieh er seine Stimme dem Lord Königliche Hoheit (Lord Royal Highness) im englischsprachigen Original von SpongeBobs atlantisches Abenteuer.

## Ehrungen

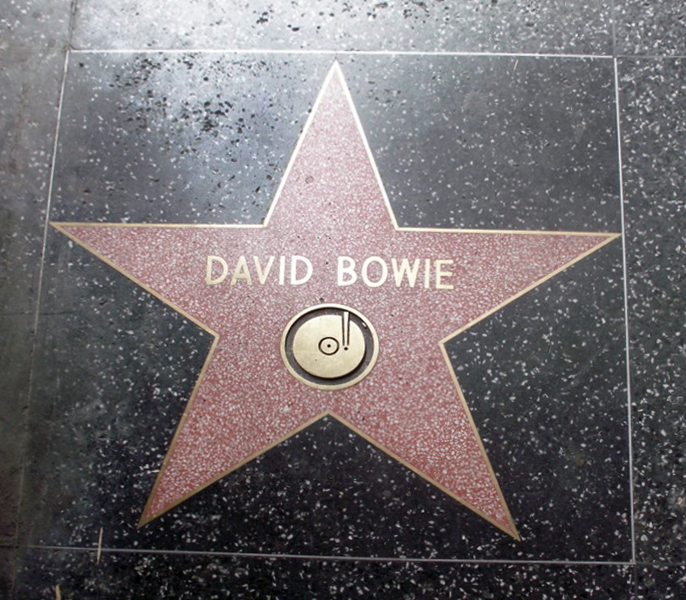
David Bowies Stern auf dem Hollywood Walk of Fame

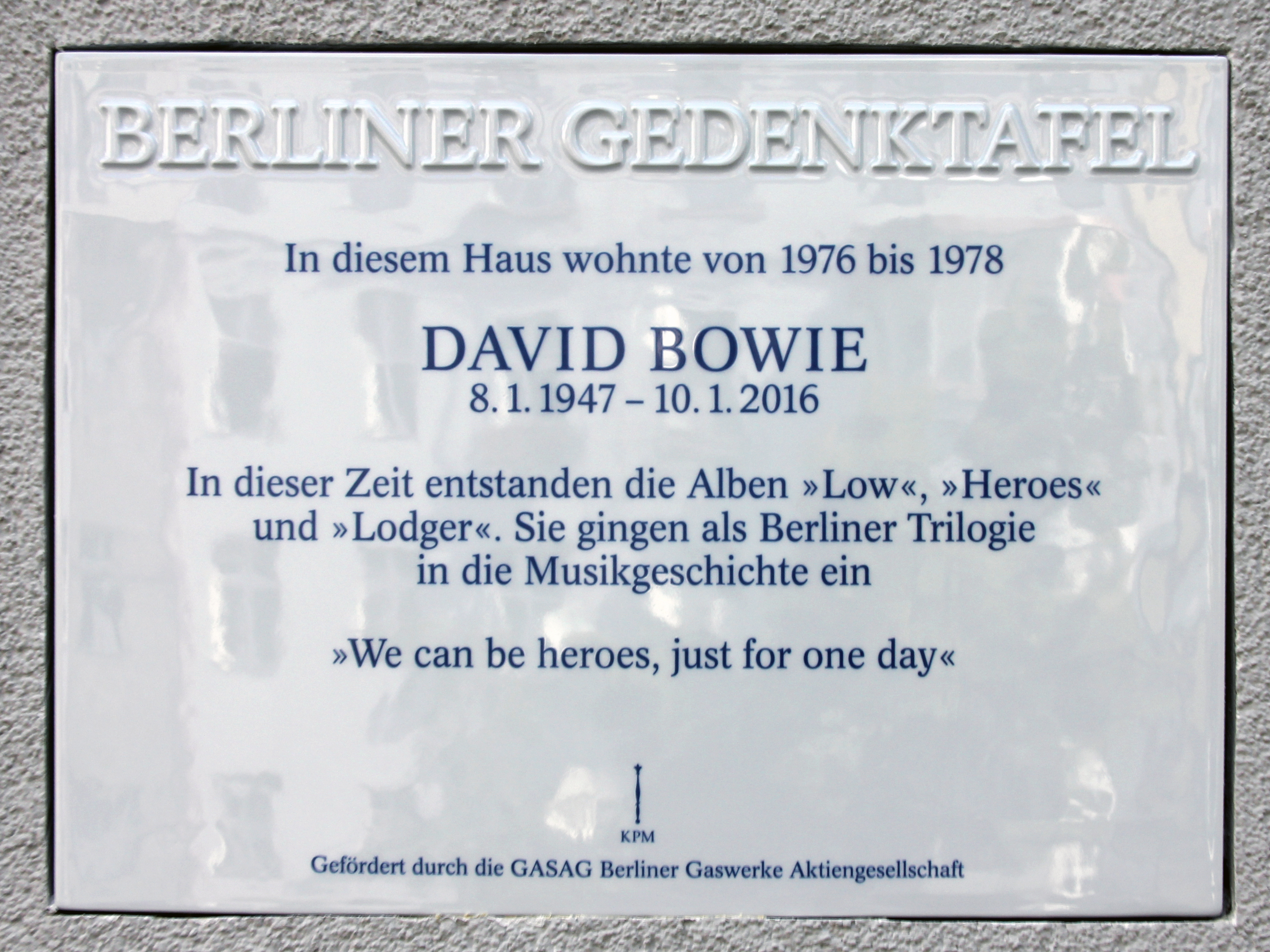
Berliner Gedenktafel am Haus Hauptstraße 155 in Berlin-Schöneberg

1996 wurde Bowie in die Rock and Roll Hall of Fame aufgenommen.
1999 wurde er von der damaligen französischen Kulturministerin Catherine Trautmann zum Commandeur de l’ordre des Arts et des Lettres ernannt, nachdem er 1997 bereits zum Officier dieses Ordens ernannt worden war.
Zurückgewiesen hat Bowie jedoch sowohl die Ernennung zum Commander des Order of the British Empire (CBE) im Jahr 2000 als auch die Nobilitierung zum Knight Commander des Order of the British Empire (KBE) im Jahr 2003, die mit dem Prädikat „Sir“ verbunden gewesen wäre.
2000 wählte der New Musical Express Bowie zum „einflussreichsten Popmusiker aller Zeiten“. 2007 wurde er bei der elften Verleihung der Webby Awards mit einem Preis für sein Lebenswerk, unter anderem in Verbindung mit seinem Wirken als Pionier der Musikszene des Internet, ausgezeichnet.
Nach David Bowie wurde die Art Heteropoda davidbowie aus der Familie der Riesenkrabbenspinnen benannt, die Peter Jäger von der Sektion Arachnologie am Senckenberg Forschungsinstitut in Frankfurt am Main 2008 wissenschaftlich beschrieb. 2017 wurde eine weitere Spinnenart nach ihm benannt: Spintharus davidbowiei. 2022, dem Jahr seines 75. Geburtstages, wurden – wiederum von Peter Jäger – die Gattung Bowie aus der Familie der Kammspinnen wissenschaftlich beschrieben, der zugleich 54 Arten zugeordnet wurden. Das Epitheton einiger dieser Arten verweist auf Hits oder Charaktere des Musikers: Bowie ziggystardust, Bowie majortom, Bowie heroes, Bowie teenagewildlife, Bowie chinagirl, Bowie lazarus und Bowie blackstar.
Im Februar 2014 erhielt Bowie als mit 67 Jahren bislang ältester Musiker einen Brit Award, für ihn der erste seit 1984. Zur Preisverleihung reiste er nicht aus seiner Wahlheimat New York an, sondern schickte zur Entgegennahme das befreundete Model Kate Moss in einem Outfit, das an Bowies berühmte Figur „Ziggy Stardust“ erinnerte.
Im Januar 2015 wurde der Asteroid (342843) Davidbowie nach ihm benannt.
Am 22. August 2016 enthüllte Berlins Regierender Bürgermeister Michael Müller eine Berliner Gedenktafel am Gebäude Hauptstraße 155, David Bowies ehemaligem Wohnort in Berlin-Schöneberg. Die Tafel wurde am 17. September 2016 unter ungeklärten Umständen gewaltsam von der Hauswand entfernt, sodass am 5. Oktober 2016 eine neue Tafel angebracht werden musste.
Im Warschauer Stadtteil Żoliborz gestaltete der polnische Künstler Dawid Celek Anfang des Jahres 2016 ein Wandgemälde an einem Wohnhaus in der Maria-Kazimiera-Straße (poln. ulica Marii Kazimiery). Es reicht über sechs Etagen und zeigt ein halbes Antlitz des Musikers, über das Auge ist der Turm des Warschauer Kulturpalastes gelegt. Das Bild ist im Ziggy-Stardust-Look ausgeführt. Als Anlass diente ein Kurzaufenthalt von David Bowie in der polnischen Hauptstadt im Jahr 1976. Er hatte in der Nähe des sogenannten Danziger Bahnhofs einen Spaziergang gemacht, in einem Musikgeschäft eine Schallplatte gekauft und später den Song Warszawa komponiert.
Der Rolling Stone listete Bowie auf Rang 39 der 100 größten Musiker sowie der 100 größten Songwriter und auf Rang 23 der 100 größten Sänger aller Zeiten.
2013 wurde Bowie in die Science Fiction Hall of Fame aufgenommen.
Am 6. Februar 2018, während der Liveübertragung des Erststarts der Rakete Falcon Heavy von SpaceX, wurde zu Ehren von David Bowie der Refrain von Life On Mars? gespielt. Die Rakete beförderte einen Tesla Roadster aus dem Bestand von Elon Musk in den Weltraum, in dem eine Raumfahrer-Puppe namens Starman saß, benannt nach Bowies gleichnamigem Song. Angekündigt war auch, dass das Fahrzeug selbst das Lied Space Oddity abspielen sollte, was allerdings wegen der fehlenden Atmosphäre im Weltraum nicht hörbar ist.
Die Deutsche Post gab im Januar 2022 zu Ehren Bowies eine Sonderbriefmarke heraus.
Am 8. Januar 2024, seinem 77. Geburtstag, wurde im 13. Arrondissement in der französischen Hauptstadt Paris eine Straße nach ihm benannt (rue David Bowie).

## Musikalische Zusammenarbeit mit anderen Künstlern
Bowie hat in seiner langen Karriere mit sehr vielen prominenten Kollegen zusammengearbeitet, so zum Beispiel mit seiner früheren Lebensgefährtin Romy Haag, aber auch mit Marc Bolan (Prettiest Star, Madman, Standing Next to You), Brian Eno (Heroes, Low, Lodger, 1. Outside), Mick Jagger (Dancing in the Street), John Lennon (Fame), Marianne Faithfull (I Got You Babe), Bing Crosby (Little Drummer Boy), Tina Turner (Tonight), bei deren Europatournee 1985 er einen Gastauftritt hatte, Pat Metheny (This Is Not America), Philip Glass (Low- und Heroes-Symphonie), Luther Vandross, Quincy Jones, Queen (Under Pressure), Meshell Ndegeocello, Klaus Nomi, Frank Black, Pet Shop Boys (Hello Spaceboy), Lou Reed und Iggy Pop. Mitte der 1990er ging er mit Nine Inch Nails (Trent Reznor) auf Tour, arbeitete mit Placebo (Without You I’m Nothing), Moby, dem britischen DJ Goldie (Truth) und Kashmir, der US-amerikanischen Sängerin Kristeen Young, (The Cynic) aus Dänemark, TV on the Radio, der kanadischen Band Arcade Fire sowie Scarlett Johansson. 1979 förderte er die Karriere von Klaus Nomi, indem er in einer großen US-amerikanischen Fernsehshow mit dem bis dahin nur in Insiderkreisen bekannten Sänger gemeinsam auftrat.
Zu seinem 50. Geburtstag gab Bowie am 9. Januar 1997 im New Yorker Madison Square Garden vor 20.000 Zuschauern ein Konzert, auf dem als Gäste neben Lou Reed auch bekannte Vertreter der „neuen alternativen“ Musikszene mitwirkten, so zum Beispiel Frank Black (Pixies), Billy Corgan (The Smashing Pumpkins), Robert Smith (The Cure), Sonic Youth, Brian Molko von Placebo und die Foo Fighters. Besonders Lou Reed (Transformer), Iggy Pop (The Idiot) und Mott the Hoople (All the Young Dudes) profitierten von Bowies Produzentenqualitäten. 2006 nahmen Bowie und David Gilmour den Pink-Floyd-Song Arnold Layne neu auf und platzierten sich damit in den britischen Charts.

## Persönliches

### Vermögen
David Bowie galt als einer der reichsten Künstler weltweit. Über die Höhe des Vermögens existieren unterschiedliche Angaben. Forbes schätzte es auf 230 Millionen Dollar. Es wurde von Bowie testamentarisch zwischen seiner Frau, seinen Kindern, seiner Assistentin Corinne „Coco“ Schwab und dem Kindermädchen Marion Skene aufgeteilt.
Bowies Erben verkauften den Musikkatalog des Sängers 2021/22 für über 250 Millionen Dollar an Warner/Chappell Music.

### Bowie-Bonds und Internet
Im Februar 1997 ging Bowie einen neuen Weg, um mit seiner Musik Geld zu verdienen: Er gab eine Anleihe (Bowie Bonds) heraus, die mit den zukünftigen Einnahmen von 287 seiner Songs abgesichert war und ihm auf einen Schlag 55 Millionen US-Dollar einbrachte. Die zehnjährige Anleihe wurde anfangs von der Agentur Moody’s mit der sehr guten Bonität „A3“ bewertet. Nach deutlichen Umsatzeinbrüchen der Tonträger von Bowie wurde die Anleihe 2004 auf „Baa3“, also eine Stufe über Ramschniveau, herabgestuft.
Bowie gilt auch als Vorreiter eigener Vermarktung im Internet. Seine Website ist bereits seit 1996 online. Die Mehrzahl der Inhalte konnte nur von Mitgliedern angesehen werden. Es gab die Möglichkeit, eigene Blogs anzulegen und an speziellen, Mitgliedern vorbehaltenen Verlosungen teilzunehmen, unter anderem für Konzerte und Meet and Greets.

### Augen
Bei einer Schlägerei im Jahr 1962 mit seinem Freund George Underwood, bei der es um ein Mädchen ging, wurde die Pupillenmuskulatur seines linken Auges verletzt. Dies führte zu einer geweiteten, starren Pupille (traumatische Mydriasis) und das linke Auge wirkte infolgedessen dunkler. Bowie und Underwood blieben trotz des Vorfalls gute Freunde. Als Illustrator war Underwood später an der Gestaltung einiger Plattencover beteiligt, so z. B. beim Albumcover von Bowies Hunky Dory (1971).

### Sexuelle Orientierung
Oft wurde über eine mögliche Bisexualität Bowies spekuliert. Schlagzeilen aus der Zeit seiner Beziehung mit der transgeschlechtlichen Entertainerin Romy Haag gab es in den 1970ern häufig. Bowie selbst hatte mit seinem androgynen, manchmal fast femininen Auftreten dieses Image geschaffen und der Zeitschrift Melody Maker vor allem aus Publicity-Gründen verkündet: I am gay („Ich bin schwul“), eine damals noch aufsehenerregende Offenbarung.
In der Presse wurden Affären Bowies mit seinem zeitweiligen Mitbewohner Iggy Pop und mit Mick Jagger kolportiert, und dem Rolling-Stones-Song Angie soll ein Dreiecksverhältnis zwischen Jagger, Bowie und dessen damaliger Ehefrau Angela zugrunde liegen, was später dementiert wurde. Bowies öffentliche Bekanntmachung, „nicht mehr schwul“ zu sein, fiel in die Zeit seines Imagewechsels vom Avantgarde-Künstler zum Popstar Anfang der 1980er Jahre.

## Werke

### Diskografie

#### Solowerke
Studioalben

| Jahr | Titel                                                         | Höchstplatzierung, Gesamtwochen, AuszeichnungChartplatzierungen (Jahr, Titel, Platzierungen, Wochen, Auszeichnungen, Anmerkungen) | Höchstplatzierung, Gesamtwochen, AuszeichnungChartplatzierungen (Jahr, Titel, Platzierungen, Wochen, Auszeichnungen, Anmerkungen) | Höchstplatzierung, Gesamtwochen, AuszeichnungChartplatzierungen (Jahr, Titel, Platzierungen, Wochen, Auszeichnungen, Anmerkungen) | Höchstplatzierung, Gesamtwochen, AuszeichnungChartplatzierungen (Jahr, Titel, Platzierungen, Wochen, Auszeichnungen, Anmerkungen) | Höchstplatzierung, Gesamtwochen, AuszeichnungChartplatzierungen (Jahr, Titel, Platzierungen, Wochen, Auszeichnungen, Anmerkungen) | Anmerkungen                                                                                           |
| Jahr | Titel                                                         | DE | AT | CH | UK | US | Anmerkungen                                                                                           |
| ---- | ------------------------------------------------------------- | --- | --- | --- | --- | --- | --- |
| 1967 | David Bowie                                                   | — | — | — | — | — | Erstveröffentlichung: 2. Juni 1967                                                                    |
| 1969 | David Bowie (Space Oddity)                                    | DE63 a (1 Wo.)DE | — | CH66 b (2 Wo.)CH | UK17 Gold · (42 Wo.)UK | US16 (36 Wo.)US | Erstveröffentlichung: 4. November 1969 ursprünglich als Man of Words, Man of Music veröffentlicht     |
| 1970 | The Man Who Sold the World                                    | — | — | — | UK21 Gold · (5 Wo.)UK | US105 (23 Wo.)US | Erstveröffentlichung: 4. November 1970                                                                |
| 1971 | Hunky Dory                                                    | DE53 b (1 Wo.)DE | AT52 (1 Wo.)AT | CH32 c (3 Wo.)CH | UK3 Platin · (151 Wo.)UK | US57 d (19 Wo.)US | Erstveröffentlichung: 17. Dezember 1971                                                               |
| 1972 | The Rise and Fall of Ziggy Stardust and the Spiders from Mars | DE12 c (1 Wo.)DE | AT21 c (1 Wo.)AT | CH21 c (4 Wo.)CH | UK5 ×2Doppelplatin · (202 Wo.)UK                                                                                                  | US21 e Gold · (89 Wo.)US | Erstveröffentlichung: 6. Juni 1972                                                                    |
| 1973 | Aladdin Sane                                                  | DE65 f (1 Wo.)DE | — | — | UK1 Platin · (84 Wo.)UK | US17 Gold · (23 Wo.)US | Erstveröffentlichung: 13. April 1973                                                                  |
| 1973 | Pinups                                                        | — | — | — | UK1 Gold · (40 Wo.)UK | US23 (21 Wo.)US | Erstveröffentlichung: 19. Oktober 1973                                                                |
| 1974 | Diamond Dogs                                                  | DE40 (1 Wo.)DE | — | — | UK1 Gold · (42 Wo.)UK | US5 Gold · (25 Wo.)US | Erstveröffentlichung: 24. Mai 1974                                                                    |
| 1975 | Young Americans                                               | — | — | CH92 c (2 Wo.)CH | UK2 Gold · (… Wo.)UK | US9 Gold · (51 Wo.)US | Erstveröffentlichung: 7. März 1975                                                                    |
| 1976 | Station to Station                                            | DE91 (1 Wo.)DE | AT47 (1 Wo.)AT | CH65 c (2 Wo.)CH | UK5 Gold · (24 Wo.)UK | US3 Gold · (32 Wo.)US | Erstveröffentlichung: 23. Januar 1976                                                                 |
| 1977 | Low                                                           | DE84 c (1 Wo.)DE | AT16 (11 Wo.)AT | CH40 c (3 Wo.)CH | UK2 Gold · (30 Wo.)UK | US11 (20 Wo.)US | Erstveröffentlichung: 14. Januar 1977                                                                 |
| 1977 | “Heroes”                                                      | DE44 c (1 Wo.)DE | AT19 (10 Wo.)AT | CH34 c (4 Wo.)CH | UK3 Gold · (32 Wo.)UK | US35 (19 Wo.)US | Erstveröffentlichung: 14. Oktober 1977                                                                |
| 1979 | Lodger                                                        | — | AT13 (4 Wo.)AT | — | UK4 Gold · (17 Wo.)UK | US20 (15 Wo.)US | Erstveröffentlichung: 18. Mai 1979                                                                    |
| 1980 | Scary Monsters (And Super Creeps)                             | DE8 (28 Wo.)DE | AT20 (3 Wo.)AT | CH75 c (2 Wo.)CH | UK1 Platin · (32 Wo.)UK | US12 (27 Wo.)US | Erstveröffentlichung: 12. September 1980                                                              |
| 1983 | Let’s Dance                                                   | DE2 (36 Wo.)DE | AT2 Gold · (31 Wo.)AT | CH17 (7 Wo.)CH | UK1 Platin + Silber (Wiederveröffentlichung) · (61 Wo.)UK                                                                         | US4 Platin · (69 Wo.)US | Erstveröffentlichung: 14. April 1983                                                                  |
| 1984 | Tonight                                                       | DE8 (11 Wo.)DE | AT8 (16 Wo.)AT | CH8 (6 Wo.)CH | UK1 Gold · (19 Wo.)UK | US11 Platin · (24 Wo.)US | Erstveröffentlichung: 24. September 1984                                                              |
| 1987 | Never Let Me Down                                             | DE11 (19 Wo.)DE | AT3 (16 Wo.)AT | CH18 (3 Wo.)CH | UK6 Gold · (16 Wo.)UK | US34 Gold · (26 Wo.)US | Erstveröffentlichung: 27. April 1987                                                                  |
| 1993 | Black Tie White Noise                                         | DE15 (13 Wo.)DE | AT18 (11 Wo.)AT | CH18 (8 Wo.)CH | UK1 Gold · (11 Wo.)UK | US39 (8 Wo.)US | Erstveröffentlichung: 5. April 1993                                                                   |
| 1993 | The Buddha of Suburbia                                        | — | — | — | — | — | Erstveröffentlichung: 8. November 1993                                                                |
| 1995 | Outside – The Nathan Adler Diaries: A Hyper Cycle             | DE33 (9 Wo.)DE | AT22 (18 Wo.)AT | CH22 (4 Wo.)CH | UK8 Silber · (6 Wo.)UK | US21 (6 Wo.)US | Erstveröffentlichung: 25. September 1995                                                              |
| 1997 | Earthling                                                     | DE11 (8 Wo.)DE | AT15 (11 Wo.)AT | CH20 (7 Wo.)CH | UK6 Silber · (4 Wo.)UK | US39 (6 Wo.)US | Erstveröffentlichung: 3. Februar 1997                                                                 |
| 1999 | Hours …                                                       | DE4 (11 Wo.)DE | AT2 (10 Wo.)AT | CH18 (7 Wo.)CH | UK5 Gold · (6 Wo.)UK | US47 (4 Wo.)US | Erstveröffentlichung: 21. September 1999                                                              |
| 2002 | Heathen                                                       | DE4 (19 Wo.)DE | AT4 (16 Wo.)AT | CH7 (15 Wo.)CH | UK5 Gold · (20 Wo.)UK | US14 (9 Wo.)US | Erstveröffentlichung: 7. Juni 2002                                                                    |
| 2003 | Reality                                                       | DE3 (8 Wo.)DE | AT3 (8 Wo.)AT | CH5 (8 Wo.)CH | UK3 Gold · (5 Wo.)UK | US29 (4 Wo.)US | Erstveröffentlichung: 15. September 2003                                                              |
| 2013 | The Next Day                                                  | DE1 Gold · (18 Wo.)DE | AT2 Gold · (16 Wo.)AT | CH1 Gold · (16 Wo.)CH | UK1 Platin · (36 Wo.)UK | US2 (13 Wo.)US | Erstveröffentlichung: 8. März 2013                                                                    |
| 2016 | Blackstar (★)                                                 | DE1 Platin · (26 Wo.)DE | AT1 Platin · (18 Wo.)AT | CH1 Platin · (18 Wo.)CH | UK1 Platin · (38 Wo.)UK | US1 Gold · (12 Wo.)US | Erstveröffentlichung: 8. Januar 2016                                                                  |
| 2021 | Toy                                                           | DE3 (3 Wo.)DE | AT4 (2 Wo.)AT | CH7 (2 Wo.)CH | UK5 (1 Wo.)UK | — | Erstveröffentlichung: 26. November 2021 bereits 2000 aufgenommen, sollte ursprünglich 2001 erscheinen |

grau schraffiert: keine Chartdaten aus diesem Jahr verfügbar

#### Kooperationen
| Jahr | Titel |
| ---- | --- |
| 1972 | Mott the Hoople: All the Young Dudes (Columbia)                                                                              |
| 1972 | Lou Reed: Transformer (RCA)                                                                                                  |
| 1974 | Steeleye Span: To Know Him Is to Love Him (Sax; vom Album Now We Are Six)                                                    |
| 1977 | Bing Crosby: Peace on Earth/Little Drummer Boy (Video + Song)                                                                |
| 1977 | Iggy Pop: The Idiot (RCA), Lust for Life (RCA)                                                                               |
| 1978 | Philadelphia Orchestra: David Bowie narrates Prokofiev’s Peter and the Wolf (RCA)                                            |
| 1981 | Queen: Under Pressure (EMI)                                                                                                  |
| 1985 | Mick Jagger: Dancing in the Street (Warner)                                                                                  |
| 1986 | Iggy Pop: Blah-Blah-Blah (A & M Records)                                                                                     |
| 1988 | Tina Turner: Tina Live in Europe (Capitol)                                                                                   |
| 1990 | Adrian Belew: Young Lions (Atlantic)                                                                                         |
| 1994 | Mick Ronson: Heaven and Hull (Epic)                                                                                          |
| 1995 | Reeves Gabrels: The Sacred Squall Of Now (Upstart Records) – Duett: Neuaufnahme von You’ve Been Around                       |
| 1997 | Pet Shop Boys: Hallo Space Boy (EMI)                                                                                         |
| 1997 | Nine Inch Nails: I’m Afraid of Americans (Virgin Records)                                                                    |
| 1999 | Placebo: Without You I’m Nothing (Virgin Records)                                                                            |
| 2001 | Massive Attack: Nature Boy (Musical-Film Moulin Rouge)                                                                       |
| 2001 | Sean Combs: American Dream (Soundtrack zu Training Day)                                                                      |
| 2003 | Earl Slick: Zig Zag (Sanctuary)                                                                                              |
| 2003 | Maynard James Keenan (Tool): Bring Me the Disco King                                                                         |
| 2003 | Lou Reed: The Raven |
| 2003 | Kristeen Young: Breasticles (Test Tube Baby) – Duett auf dem Song Saviour                                                    |
| 2004 | Butterfly Boucher: Changes – Neuaufnahme des Songs als Duett auf dem Soundtrack zu Shrek 2 – Der tollkühne Held kehrt zurück |
| 2005 | Kashmir: No Balance Palace (Sony Music)                                                                                      |
| 2006 | TV on the Radio: Return to Cookie Mountain                                                                                   |
| 2008 | Scarlett Johansson: Anywhere I Lay My Head (Rhino Warner)                                                                    |
| 2013 | Arcade Fire: Reflektor (Arcade Fire)                                                                                         |

### Filmografie (Auswahl)
- 1973: Ziggy Stardust and the Spiders from Mars (Konzertfilm)
- 1976: Der Mann, der vom Himmel fiel (The Man Who Fell to Earth)
- 1979: Schöner Gigolo, armer Gigolo
- 1981: Christiane F. – Wir Kinder vom Bahnhof Zoo
- 1983: Begierde (The Hunger)
- 1983: Dotterbart (Yellowbeard)
- 1983: Furyo – Merry Christmas, Mr. Lawrence (Merry Christmas Mr. Lawrence)
- 1985: Kopfüber in die Nacht (Into the Night)
- 1986: Absolute Beginners – Junge Helden (Absolute Beginners)
- 1986: Die Reise ins Labyrinth (Labyrinth)
- 1988: Die letzte Versuchung Christi (The Last Temptation of Christ)
- 1991: Houdini & Company – Der Geist des Magiers (The Linguini Incident)
- 1992: Twin Peaks – Der Film (Twin Peaks: Fire Walk with Me)
- 1996: Basquiat
- 1999–2000: Begierde – The Hunger (The Hunger, Fernsehserie, 22 Folgen)
- 1998: My West (Il mio West)
- 1999: Everybody Loves Sunshine (B.U.S.T.E.D.)
- 2000: Das Geheimnis des Mr. Rice (Mr. Rice’s Secret)
- 2001: Zoolander
- 2006: Extras (Fernsehserie, Folge 2x02 David Bowie)
- 2006: Prestige – Die Meister der Magie (The Prestige)
- 2006: Arthur und die Minimoys (Arthur et les Minimoys), Synchronstimme von Maltazard
- 2008: Der Börsen-Crash (August)
- 2009: Bandslam – Get Ready to Rock! (Bandslam)
- 2012: David Bowie & the Story of Ziggy Stardust
- 2017: Twin Peaks (Fernsehserie)
- 2018: Why Are We Creative? (Dokumentarfilm von Hermann Vaske)[74][75]
- 2022: Moonage Daydream (Dokumentarfilm von Brett Morgen)

### Theaterrollen (Auswahl)
- 1979: Broadway-Debüt in dem Stück The Elephant Man

## Briefmarke
Mit dem Erstausgabetag 3. Januar 2022 gab die Deutsche Post AG zum 75. Geburtstag von David Bowie ein Postwertzeichen im Nennwert von 85 Eurocent heraus. Der Entwurf stammt vom Grafiker Thomas Steinacker aus Bonn.